# La Ruée à la rivière de la Squaw
La Ruée à la rivière de la Squaw (titre original : The Stampede to Squaw Creek) est une nouvelle de l'écrivain américain Jack London, publiée aux États-Unis en 1911.

## Historique
La nouvelle est publiée initialement dans le Cosmopolitan en août 1911, avant d'être reprise dans le recueil Smoke Bellew en octobre 1912.

## Éditions

### Éditions en anglais
- The Stampede to Squaw Creek, dans le Cosmopolitan, périodique, août 1911.
- The Stampede to Squaw Creek, dans le recueil Smoke Bellew, New York ,The Macmillan Co, octobre 1912.

### Traductions en français
- La Ruée à la rivière de la Squaw, traduction de Louis Postif, in Belliou et le courtaud, recueil, G. Crès & Cie, février 1929.
- La Ruée à la rivière de la Squaw, traduction de Louis Postif, in Belliou la fumée, recueil, Hachette, 1939.
- La Ruée à la rivière de la Squaw, traduction de Louis Postif, in Belliou la fumée, recueil, 10/18, 1982.
- La Ruée à la rivière de la Squaw, traduction de Louis Postif, in Belliou la fumée, recueil, Pocket, 1996.
- La Ruée vers Squaw Creek, traduction de Louis Postif (revue et complétée par Frédéric Klein), in Belliou la fumée, recueil, Phébus, 2006.